# Гигроцибе жёлто-зелёная
Гигро́цибе жёлто-зелёная (лат. Hygrócybe chlorophána) — вид грибов из рода Гигроцибе (Hydrocybe) семейства Гигрофоровые (Hygrophoraceae). В синонимику этого вида нередко включается вид Hygrocybe flavescens.
Синонимы:
- Agaricus chlorophanus Fr., 1821basionym
- Godfrinia chlorophana (Fr.) Herink, 1958
- Hygrophorus chlorophanus (Fr.) Fr., 1838

## Описание

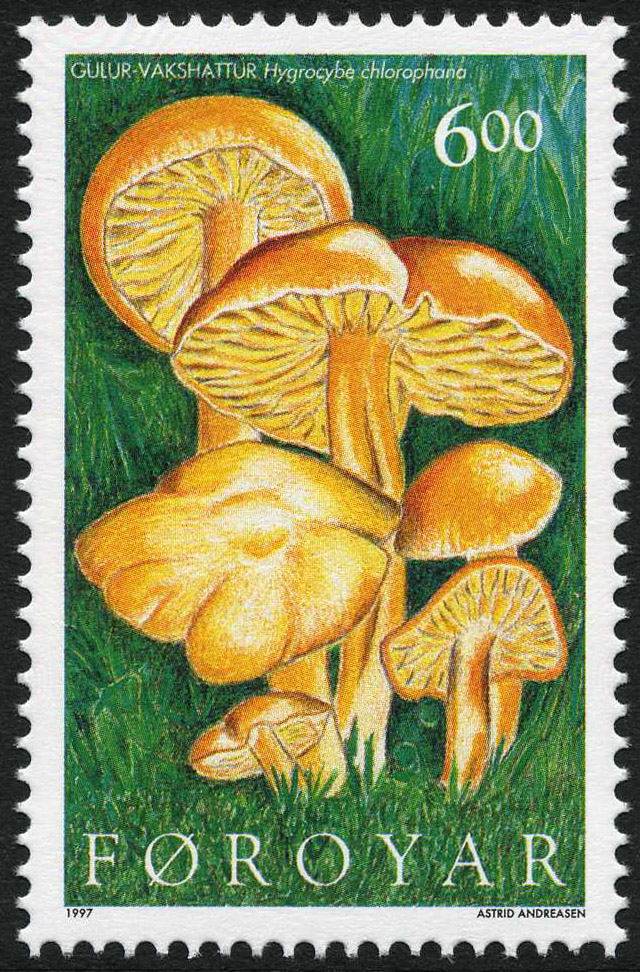
Марка Фарерских островов с изображением гигроцибе жёлто-зелёной

- Шляпка 2—7 см в диаметре, полушаровидной, затем выпуклой и почти плоской формы, иногда с бугорком или углублением в центре, окрашена в оранжево-жёлтые или лимонно-жёлтые тона, клейкая, с рубчатым краем.
- Мякоть ломкая, жёлтого или светло-жёлтого цвета, без особого вкуса и запаха.
- Гименофор пластинчатый, пластинки приросшие к ножке, в молодом возрасте беловатого, затем желтоватого и жёлто-оранжевого цвета.
- Ножка 3—8 см длиной и 0,4—1,2 см толщиной, хрупкая, с возрастом полая, сухая, влажная или клейкая, окрашена под цвет шляпки или светлее. Кольцо отсутствует.
- Споровый порошок белого цвета. Споры 6—10×4—6,5 мкм, эллипсоидной или яйцевидной формы, бесцветные, неамилоидные.
- Является съедобным грибом.

## Ареал и экология
Известна из Евразии и Северной Америки. Произрастает одиночно или небольшими группами, на земле в лесах.